# Haania borneana
Haania borneana es una especie de mantis de la familia Thespidae.

## Distribución geográfica
Se encuentra en Borneo.